# Ponte a Egola
Ponte a Egola (già Ponte a Evola) è una frazione del comune italiano di San Miniato, nella provincia di Pisa, fino al 1926 in provincia di Firenze, in Toscana.
La cittadina, conosciuta come uno dei più importanti centri a livello mondiale per la produzione del cuoio e la lavorazione della pelle, conta 5 647 abitanti.

## Geografia fisica
Situato nel Valdarno Inferiore lungo la Strada statale 67 Tosco Romagnola, il centro abitato è attraversato dal fiume Egola, da cui trae il proprio nome, in prossimità della sua confluenza con l'Arno.

## Storia
Nel 1742 fu per la prima volta riconosciuta come località con una popolazione composta da una trentina di famiglie.
Molto importante per lo sviluppo del borgo fu l'azione dei Lorena; l'abolizione dei dazi e la sistemazione della rete viaria consentirono l'incremento della popolazione e
l'aumento dei traffici.
Alla fine del '700 il borgo poteva contare circa 300 abitanti.
Nella seconda metà del XIX secolo, con l'istituzione della parrocchia e la costruzione della Chiesa del Sacro Cuore, Ponte a Egola acquistò una propria autonomia religiosa staccandosi definitivamente da Cigoli e Stibbio.
Il villaggio in questo periodo era formato da due nuclei: uno, il Ponte a Evola vero e proprio, intorno al ponte, l'altro a ridosso delle colline di San Romano, chiamato Marianellato perché anticamente abitato dalla numerosa famiglia Marianelli.
Risale a metà XIX secolo la nascita delle prime concerie, dovuta all'abbondanza d'acqua di cui dispone il paese. Da allora l'attività conciaria si è sviluppata costantemente, sino a vivere un autentico boom nel corso degli anni cinquanta del XX secolo, che ha fatto di Ponte a Egola e zone limitrofe - in particolare Santa Croce sull'Arno e Fucecchio (il cosiddetto Comprensorio del Cuoio) - uno dei principali poli mondiali per la produzione di pellame e cuoio. Con le sue industrie conciarie e le aziende dell'indotto Ponte a Egola riveste un ruolo trainante dell'economia sanminiatese.
Durante la Resistenza operò a Ponte a Egola la Brigata "Corrado Pannocchia", dal nome del capo partigiano, fondatore della brigata. Il partigiano Corrado Pannocchia fu ferito gravemente il 9 agosto del 1944 da una cannonata tedesca mentre distribuiva tessere annonarie nei locali del circolo di Stibbio e morì il giorno seguente per le ferite riportate.

## Monumenti e luoghi d'interesse

### Architetture religiose

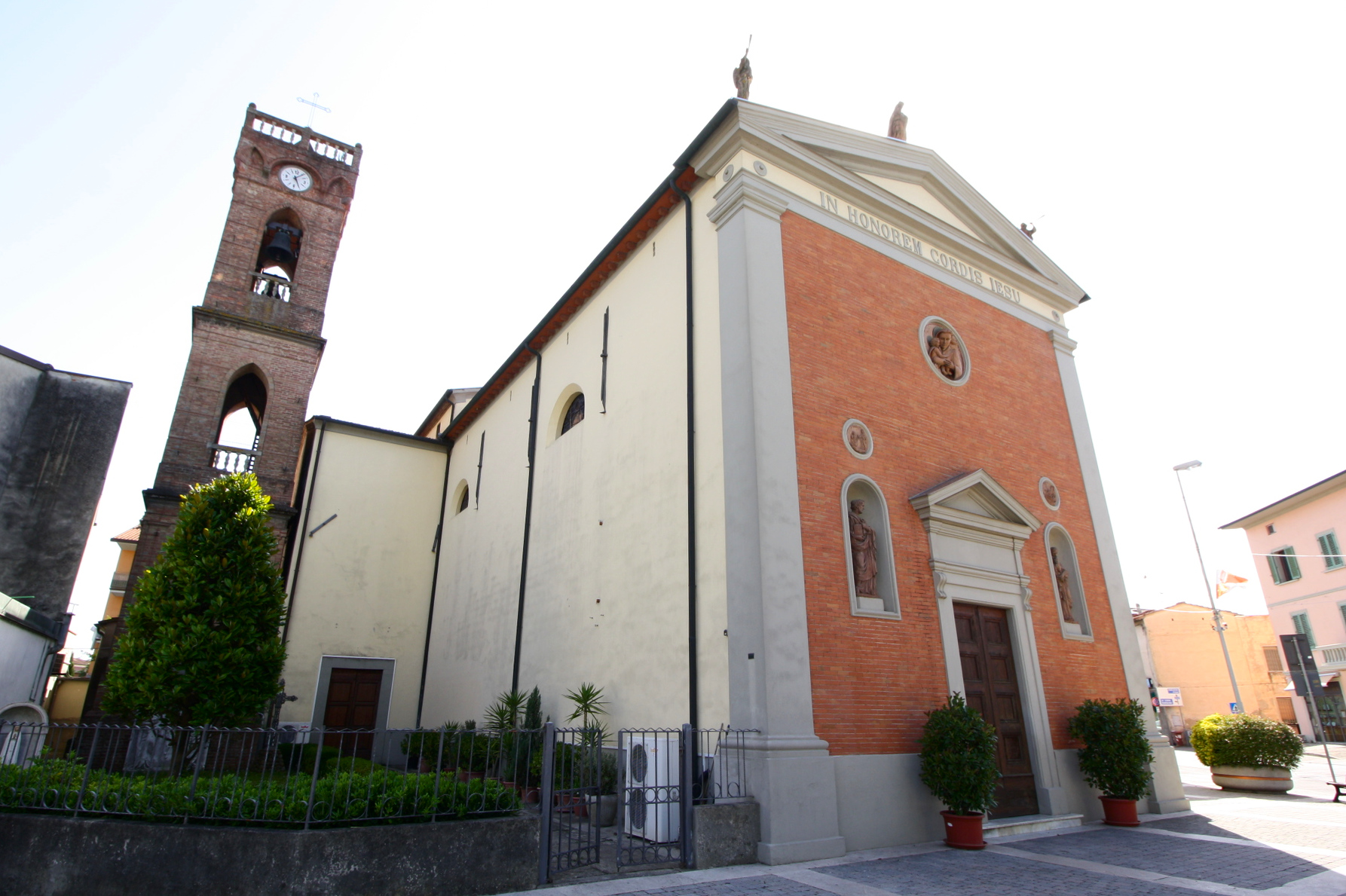
La chiesa del Sacro Cuore

- Chiesa parrocchiale del Sacro Cuore, in stile neoclassico, inaugurata nel 1879, la cui facciata è adornata da statue in terracotta realizzate agli inizi del 1900 da Antonio Luigi Gajoni.
- Chiesetta di San Luigi Gonzaga, fatta costruire nella prima metà del XIX secolo da Don Luigi Marianelli che dedicò al suo protettore, appunto San Luigi Gonzaga.

### Architetture civili
- Casa del Popolo, imponente edificio in stile neorazionalista, inaugurato nel 1977.
- Conceria dell'Orologio, struttura della fine del XIX secolo oggi adibita a biblioteca comunale. Da ricordare infine che nel corso degli anni novanta le concerie sono state trasferite dal centro cittadino alle nuove zone industriali (Pruneta I, Pruneta II e Romaiano) esterne al paese, con bonifica e riconversione ad uso abitativo delle aree ex industriali.

### Altro
- Monumento al granatiere eroe cittadino M.O.V.M. Stellato Spalletti, in marmo di Carrara e mosaici, opera dello scultore Gino Terreni inaugurato nel 1993;

## Società

### Evoluzione demografica
Ponte a Egola ha subito un forte incremento demografico a partire dai primi decenni del XX secolo. Il censimento Istat del 1921 segnala la presenza di 1 660 abitanti, mentre quello del 1931 segnala già 2 620 unità. Negli anni del dopoguerra il paese si è ritrovato unito in continuità urbana con le frazioni limitrofe. Attualmente il centro di Ponte a Egola, secondo i dati della CEI, conta oltre 4 500 abitanti, dato tuttavia sottostimato in quanto non sono considerate alcune zone che ricadono invece nei territori parrocchiali di Cigoli e Stibbio.

### Tradizioni e folclore
Il Palio del cuoio è la principale manifestazione cittadina.
Ideato dal parroco Don Gino Frediani, la prima edizione si svolse nel 1988. Il tema centrale su cui ruota la manifestazione è la lavorazione del cuoio e delle pelli, tradizionale attività della zona.
La festa ha una durata di nove giorni e si svolge tra l'ultima settimana di giugno e la prima di luglio, cominciando con la sfilata dei rioni, l'ultimo sabato di giugno e terminando con la "corsa dei caratelli" nella prima domenica di luglio.
Nei primi anni, durante la settimana del Palio, si svolgeva anche la Fiera per le macchine da conceria, che contribuì alla popolarità del Palio.
Il centro è ripartito in cinque rioni, ognuno dei quali rappresentato da due colori:
- Tognarino (bianco-arancio)
- Giuncheto (bianco-rosso)
- Il Ponte (bianco-giallo)
- Le Fornaci (bianco-azzurro)
- Leporaia (bianco-verde)

Il Rione Montenaso/Piazzale (bianco-nero) è stato disciolto nel 2000 per problemi organizzativi e sostituito dal Rione Egola a sua volta disciolto alcuni anni dopo. I confini degli altri rioni sono stati pertanto ridisegnati.
Albo d'oro
- 1988: Tognarino
- 1989: Tognarino
- 1990: Tognarino
- 1991: Tognarino
- 1992: Le Fornaci
- 1993: Il Ponte
- 1994: Il Ponte
- 1995: Il Ponte
- 1996: Il Ponte
- 1997: Il Ponte
- 1998: Le Fornaci
- 1999: Le Fornaci
- 2000: Le Fornaci
- 2001: Le Fornaci
- 2002: Tognarino
- 2003: Giuncheto
- 2004: Tognarino
- 2005: Le Fornaci
- 2006: Tognarino
- 2007: Leporaia
- 2008: Tognarino
- 2009: Leporaia
- 2010: Leporaia
- 2011: Le Fornaci
- 2012: Leporaia
- 2013: Tognarino (1ª edizione in notturna)
- 2014: Tognarino
- 2015: Le Fornaci
- 2016: Le Fornaci
- 2017: Le Fornaci
- 2018: Le Fornaci
- 2019: Le Fornaci
- 2020-2021: Non disputato
- 2022: Le Fornaci
- 2023: Le Fornaci
- 2024: Le Fornaci
- 2025: Le Fornaci

## Cultura

### Media
Nella frazione ha sede la redazione Toscana dell'importante network radiofonico Radio Bruno, oltre alla sede operativa de Il Cuoio in Diretta, quotidiano on-line dei comuni del Comprensorio del Cuoio.

## Geografia antropica

### Suddivisioni storiche
Ponte a Egola conta alcuni quartieri storici e toponimi. 
- Il Piazzale
- La Nave
- Il Ponte
- Montenaso
- Il Giardino
- Santa Rezzaia
- Giuncheto
- Romaiano
- La Bufola
- Petuzzo
- Tognarino
- I Ghetti
- Le Fornaci
- Cima di Costa
- Poggio ai Frati
- Farneto
- Leporaia
- Villaggio Bottai
- Pruneta

## Infrastrutture e trasporti

### Strade
I collegamenti stradali principali sono rappresentati da:
- SGC FI-PI-LI
- Strada statale 67 Tosco Romagnola

## Sport
La principale squadra di calcio della cittadina è il Tuttocuoio (colori nero-verde), vincitrice della Coppa Italia Dilettanti 2009-2010. Tra le file dei neroverdi hanno militato e stanno militando calciatori celebri a livello nazionale quali Andrea Cupi, Christian Scalzo e Corrado Colombo. Il campo da gioco è lo stadio "Leporaia" a Ponte a Egola (1000 posti).
Nella stagione 2012-2013 la squadra ha vinto il proprio girone di Serie D, ottenendo la prima storica promozione tra i professionisti in Lega Pro Seconda Divisione.
A 6 km da Ponte a Egola, in località La Serra, è situato il crossodromo internazionale Santa Barbara, teatro di importanti manifestazioni nazionali ed internazionali.
In località Casa Bonello è presente un campo di volo sportivo ultraleggeri con annessa pista di pattinaggio su cui si sono svolti i campionati italiani UISP nel 2010.